# Rimella
Rimella là một đô thị ở tỉnh Vercelli trong vùng Piedmont thuộc Ý, có cự ly khoảng 100 km về phía đông bắc của Torino và khoảng 70 km về phía tây bắc của Vercelli. Diện tích đô thị này là 29 km².
Rimella giáp các đô thị: Bannio Anzino, Calasca-Castiglione, Cravagliana, Fobello, và Valstrona.